# Brouwerij Christiaens (Aalbeke)
Brouwerij Christiaens is een voormalige brouwerij gelegen in de Moeskroensesteenweg te Aalbeke. Deze was actief van ca 1830 tot 1954.

## Geschiedenis
Jan-Jacob Cottignies, burgemeester van Aalbeke tussen 1815 en 1829, stond ook vermeld als brouwer. Diens brouwerij werd enige tijd later overgenomen door de familie Christiaens. Enige tijd werd ook de naam Brouwerij De Zwaan gebruikt.
Een nazaat was Georges Christiaens (1930-2013) die in 1980 de brouwerij van Decaestecker uit Woesten overnam.